# Pohár UEFA 1985/1986
Sezóna 1985/86 Poháru UEFA byla 28. ročníkem tohoto poháru. Vítězem se stal tým Real Madrid, který tak obhájil titul z minulého ročníku.
Kvůli tragédii v PMEZ 1984/85, která vyústila v pětiletý zákaz účasti anglických týmů ve všech evropských pohárech, se tohoto ročníku nezúčastnil žádný anglický tým.

## První kolo
| Domácí v 1. zápase       | Celkem    | Hosté v 1. zápase               | 1. zápas | 2. zápas    |
| ------------------------ | --------- | ------------------------------- | -------- | ----------- |
| 1. FC Köln               | 2-1       | Sporting de Gijón               | 0-0      | 2-1         |
| AEK Athény FC            | 1-5       | Real Madrid                     | 1-0      | 0-5         |
| Auxerre                  | 3-4       | AC Milán                        | 3-1      | 0-3         |
| APOEL                    | 4-6       | Lokomotiv Sofia                 | 2-2      | 2-4(prodl.) |
| Athletic Bilbao          | 5-1       | Beşiktaş JK                     | 4-1      | 1-0         |
| Boavista FC              | 5-6       | Club Brugge KV                  | 4-3      | 1-3         |
| Bohemian FC              | 4-7       | Dundee United FC                | 2-5      | 2-2         |
| Borussia Mönchengladbach | 3-1       | Lech Poznań                     | 1-1      | 2-0         |
| Coleraine FC             | 1-6       | Lokomotive Leipzig              | 1-1      | 0-5         |
| FC Dinamo București      | 2-2(v)    | FK Vardar                       | 2-1      | 0-1         |
| FC Avenir Beggen         | 0-6       | PSV Eindhoven                   | 0-2      | 0-4         |
| FK Černomorec Oděsa      | (v)4-4    | SV Werder Bremen                | 2-1      | 2-3         |
| Wismut Aue               | 2-5       | FK Dněpr Dněpropetrovsk         | 1-3      | 1-2         |
| FK Spartak Moskva        | 4-1       | Turun Palloseura                | 1-0      | 3-1         |
| Győri ETO FC             | 4-5       | FC Bohemians Praha              | 3-1      | 1-4(prodl.) |
| Hajduk Split             | 7-3       | FC Metz                         | 5-1      | 2-2         |
| FC Internazionale Milano | 5-1       | St. Gallen                      | 5-1      | 0-0         |
| KSV Waregem              | 6-2       | Aarhus GF                       | 5-2      | 1-0         |
| KS Dinamo Tirana         | 1-0       | Ħamrun Spartans FC              | 1-0      | 0-0         |
| LASK Linz                | 3-0       | FC Banik Ostrava                | 2-0      | 1-0         |
| Legia Warszawa           | 4-1       | Viking FK                       | 3-0      | 1-1         |
| Neuchâtel Xamax          | 7-4       | FC Sportul Studențesc București | 3-0      | 4-4         |
| Pirin Blagoevgrad        | 1-7       | Hammarby IF                     | 1-3      | 0-4         |
| Portimonense SC          | 1-4       | FK Partizan                     | 1-0      | 0-4         |
| RFC de Liège             | 4-1       | FC Wacker Innsbruck             | 1-0      | 3-1         |
| Rangers FC               | 1-2       | CA Osasuna                      | 1-0      | 0-2         |
| SK Slavia Praha          | 1-3       | St. Mirren FC                   | 1-0      | 0-3(prodl.) |
| Sparta Rotterdam         | (pen.)2-2 | Hamburger SV                    | 2-0      | 0-2         |
| Sporting CP              | 4-3       | Feyenoord Rotterdam             | 3-1      | 1-2         |
| Turín FC                 | 3-2       | Panathinaikos FC                | 2-1      | 1-1         |
| Valur                    | 2-4       | Nantes                          | 2-1      | 0-3         |
| Videoton                 | (v)3-3    | Malmö FF                        | 1-0      | 2-3         |

## Druhé kolo
| Domácí v 1. zápase | Celkem | Hosté v 1. zápase        | 1. zápas | 2. zápas |
| ------------------ | ------ | ------------------------ | -------- | -------- |
| 1. FC Köln         | 8-2    | FC Bohemians Praha       | 4-0      | 4-2      |
| AC Milán           | (v)3-3 | 1. FC Lokomotive Leipzig | 2-0      | 1-3      |
| Dundee United FC   | 3-1    | FK Vardar                | 2-0      | 1-1      |
| FK Spartak Moskva  | 4-1    | Club Brugge KV           | 1-0      | 3-1      |
| FK Partizan        | 1-5    | Nantes                   | 1-1      | 0-4      |
| Hammarby IF        | 5-4    | St. Mirren FC            | 3-3      | 2-1      |
| KSV Waregem        | 3-2    | CA Osasuna               | 2-0      | 1-2      |
| KS Dinamo Tirana   | 0-1    | Sporting CP              | 0-0      | 0-1      |
| LASK Linz          | 1-4    | FC Internazionale Milano | 1-0      | 0-4      |
| Lokomotiv Sofia    | 1-1(v) | Neuchâtel Xamax          | 1-1      | 0-0      |
| PSV Eindhoven      | 2-3    | FK Dněpr Dněpropetrovsk  | 2-2      | 0-1      |
| RFC de Liège       | 1-4    | Athletic Bilbao          | 0-1      | 1-3      |
| Real Madrid        | 2-1    | FK Černomorec Oděsa      | 2-1      | 0-0      |
| Sparta Rotterdam   | 2-6    | Borussia Mönchengladbach | 1-1      | 1-5      |
| Turín FC           | 2-4    | Hajduk Split             | 1-1      | 1-3      |
| Videoton           | 1-2    | Legia Warszawa           | 0-1      | 1-1      |

## Třetí kolo
| Domácí v 1. zápase       | Celkem | Hosté v 1. zápase | 1. zápas | 2. zápas    |
| ------------------------ | ------ | ----------------- | -------- | ----------- |
| Athletic Bilbao          | 2-4    | Sporting CP       | 2-1      | 0-3         |
| Borussia Mönchengladbach | 5-5(v) | Real Madrid       | 5-1      | 0-4         |
| Dundee United FC         | 3-4    | Neuchâtel Xamax   | 2-1      | 1-3(prodl.) |
| FK Dněpr Dněpropetrovsk  | 0-3    | Hajduk Split      | 0-1      | 0-2         |
| FK Spartak Moskva        | 1-2    | Nantes            | 0-1      | 1-1         |
| Hammarby IF              | 3-4    | 1. FC Köln        | 2-1      | 1-3         |
| FC Internazionale Milano | 1-0    | Legia Warszawa    | 0-0      | 1-0(prodl.) |
| KSV Waregem              | 3-2    | AC Milán          | 1-1      | 2-1         |

## Čtvrtfinále
| Domácí v 1. zápase       | Celkem    | Hosté v 1. zápase | 1. zápas | 2. zápas |
| ------------------------ | --------- | ----------------- | -------- | -------- |
| Hajduk Split             | 1-1(pen.) | KSV Waregem       | 1-0      | 0-1      |
| FC Internazionale Milano | 6-3       | Nantes            | 3-0      | 3-3      |
| Real Madrid              | 3-2       | Neuchâtel Xamax   | 3-0      | 0-2      |
| Sporting CP              | 1-3       | 1. FC Köln        | 1-1      | 0-2      |

## Semifinále
| Domácí v 1. zápase       | Celkem | Hosté v 1. zápase | 1. zápas | 2. zápas    |
| ------------------------ | ------ | ----------------- | -------- | ----------- |
| 1. FC Köln               | 7-3    | KSV Waregem       | 4-0      | 3-3         |
| FC Internazionale Milano | 4-6    | Real Madrid       | 3-1      | 1-5(prodl.) |

## Finále
| Domácí v 1. zápase | Celkem | Hosté v 1. zápase | 1. zápas | 2. zápas |
| ------------------ | ------ | ----------------- | -------- | -------- |
| Real Madrid        | 5-3    | 1. FC Köln        | 5-1      | 0-2      |

## Vítěz
| Pohár UEFA 1985/86 Real Madrid Agustín Rodríguez, Chendo, José Antonio Camacho, Jesús Ángel Solana, Antonio Maceda, Jorge Valdano, Ricardo Gallego, Míchel, Rafael Gordillo, Emilio Butragueño, Hugo Sánchez, Santillana, Juanito, Rafael Martín Vázquez Trenér: Luis Molowny |